# Agliana
Agliana è un comune italiano di 17 927 abitanti della provincia di Pistoia in Toscana. Il suo territorio è delimitato a nord dal torrente Bure, ad est dal torrente Calice, a sud dal torrente Ombrone Pistoiese ed è attraversato, da nord ovest a sud est, dal torrente Brana. Si trova sull'asse viario che collega tra loro alcune delle maggiori città d'arte e turistiche della Toscana, ovvero Firenze, Prato, Pistoia e Lucca.

## Geografia fisica
Il territorio del comune risulta compreso tra i 39 e i 51 metri sul livello del mare. L'escursione altimetrica complessiva è pari a 12 metri. Dista 9,2 km dal capoluogo di provincia, ovvero Pistoia, si estende su una superficie di 11,64 km quadrati ed è situato tra Prato e Pistoia.
- Diffusività atmosferica: bassa, Ibimet CNR 2002

### Clima
La stazione meteo si trova nella frazione di Ferruccia.
Dati:https://www.sir.toscana.it/
| Ferruccia          | Gen  | Feb  | Mar  | Apr  | Mag  | Giu  | Lug  | Ago  | Set  | Ott  | Nov  | Dic  |
| ------------------ | ---- | ---- | ---- | ---- | ---- | ---- | ---- | ---- | ---- | ---- | ---- | ---- |
| T. max. media (°C) | 10,0 | 11,3 | 15,1 | 19,6 | 24,5 | 28,7 | 32,2 | 32,6 | 28,3 | 22,0 | 15,5 | 10,9 |
| T. min. media (°C) | 1,5  | 2,4  | 5,2  | 8,0  | 11,1 | 13,9 | 16,5 | 16,3 | 13,1 | 9,2  | 5,5  | 2,3  |

## Storia
Agliana ha in realtà origini fin dal I secolo a.C. e deve il suo sviluppo e formazione grazie alla realizzazione nel II secolo a.C. di un'importante via di comunicazione, ovvero la via Cassia. Si sviluppò sull'asse dell'importante passaggio transappenninico e divenne una stazione di scambio che venne pertanto chiamata Statio Hellana. Questo nome trae proprio origine dal fatto che nella piana passasse il torrente Agna. La prima notizia documentata scritta di Agliana risale ed appare sulla carta itineraria romana chiamata Tabula Peutingeriana sulla quale il comune appariva sotto il nome Hellana, ma si ritiene che l'origine sia anteriore. Una parte consistente del suo territorio nella prima metà del I secolo fu interessata da una grande opera di centuriazione iniziata dai coloni romani mentre il territorio rimanente rimase come pianura incolta destinata al pubblico demanio. È rimasto infatti oggi un segno importante che testimonia questa divisione e il permanere dell'incolto, perché infatti il toponimo Silva, cioè incolto, si ritrova nella moderna "Via selva", che unisce Agliana a Piuvica.
Il nome del comune ha avuto molti sviluppi: infatti si trova in una "cartula" del visconte Ildibrando, datata 1022, il nome "Aliana", che andrà sostituendo il ben più antico "Alina". 
In ogni caso è chiaro che il toponimo non ha niente a che fare con l'aglio, che invece compare addirittura sullo stemma comunale.
Da documenti storici risulta che il comune avesse un castello, di cui si ha notizia nel 1050. Successivamente tra il XII e XIII secolo si formarono tre nuclei abitativi; ogni nucleo aveva la propria chiesa parrocchiale, da cui presero il nome: tutt'oggi si chiamano San Michele, San Niccolò e San Piero. In questo periodo tutto il territorio aglianese venne regolato grazie a dei lavori fluviali svolti dal comune di Pistoia. Il corso inferiore dell'Agna infatti fu deviato ed arginato, prendendo il nome odierno di "Calice".
Il 1200 fu l'anno dell'avvento dell'età comunale e infatti Agliana divenne un comune rurale e successivamente Podestarile. Fin dal XIX secolo il comune era compreso nel "Districtus" di Pistoia e con la riforma governativa compiuta dai fiorentini la Lega di Agliana fu incorporata nella Podestaria di Montale. Grazie agli statuti comunale del 1415 si è compreso come nei secoli successivi il comune di Agliana sia riuscito a mantenere quell'autonomia che gli permise poi di costituirsi come comune autonomo nel 1913. Inizialmente il comune di Agliana era compreso nella provincia di Firenze ma nel 1927 entrò a far parte della Provincia di Pistoia quando vennero distaccati dalla provincia fiorentina diversi comuni tra cui quello aglianese. In questo periodo, durante la guerra mondiale, ci fu un forte contributo al movimento della resistenza e alle lotte partigiane da parte dei cittadini aglianese e molti caddero in guerra. Questo sentimento antifascista in seguito renderà Agliana un punto nevralgico di tutte le formazioni operanti sui monti e zone limitrofe. Non è un caso che la cittadina venne liberata il 4 settembre 1944 dai partigiani della formazione denominata Agliana. Il comune ha visto crescere il benessere nel suo territorio fin dagli anni '50 grazie anche al grosso sviluppo dell'industria tessile e grazie anche alla piccola e media impresa. Inoltre un altro settore importante è quello del vivaismo, influenzato ovviamente dal grande prestigio di Pistoia nel campo, che tutt'oggi riesce a commercializzare in tutto il mondo piante prestigiose.
Nel corso della seconda guerra mondiale, Agliana fu uno dei comuni toscani designati come luogo di internamento civile per ebrei stranieri. Dopo l'8 settembre 1943 e la nascita della Repubblica Sociale Italiana, sette dei nove internati ebrei furono arrestati il 24 gennaio 1944, condotti alle carceri di Pistoia e di lì al campo di Fossoli, per essere deportati e uccisi ad Auschwitz nel febbraio 1944.  Fu uno dei nuclei maggiori di ebrei arrestati nella provincia di Pistoia. Alberto Saltiel, scampato all'arresto, sopravvisse in clandestinità ad Agliana fino alla liberazione accolto dalle famiglie Di Gori e Di Grassi (che per questo saranno riconosciute nel 1992 come "giusti tra le nazioni").

### Simboli
Lo stemma comunale è stato riconosciuto con decreto del capo del governo del 28 luglio 1942. e, benché non ci sia alcuna corrispondenza con la toponomastica, vi campeggia una pianta d'aglio:
Il gonfalone è un drappo di bianco.

## Monumenti e luoghi d'interesse

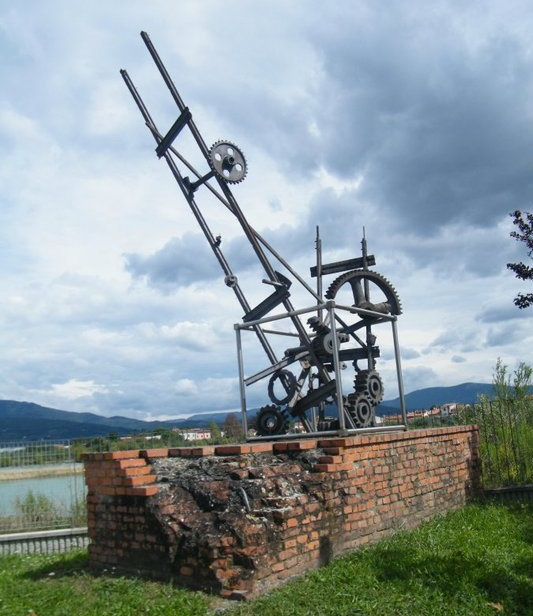
La teca dei ricordi

Sono presenti sul territorio aglianese molti monumenti come il Monumento al Contadino, una statua dedicata all'antica vocazione rurale della cittadina di Agliana. È situato nella piazzetta delle erbe all'interno di Piazza IV Novembre, dietro la chiesa di S.Piero.
Il Monumento a Fausto Coppi è una scultura bronzea realizzata da Lindo Meoni negli anni 90 in omaggio al campione del ciclismo italiano. La scultura è situata di fronte al palazzetto dello sport nei pressi dello stadio comunale.
Il Monumento ai Caduti è opera dell'architetto aglianese Sergio Cammilli ed è una statua in conglomerato cementizio colorato. Venne eretto nel 1946 in occasione della festa del 25 aprile dello stesso anno, Nel 2006 venne restaurato. È composta da una base parallelepipeda su cui si erge una Pietà, ovvero una figura dolente che sorregge un uomo ferito a morte. In basso a sinistra è situato un bimbo vestito con una tunica che chiude la struttura del monumento trattenendo il pianto con una mano posta sulla bocca. Sul piedistallo è riportata la seguente scritta: "Ai caduti partigiani / in lode del loro eroismo / in memoria del loro sacrificio / perché i posteri ricordino " e su ciascuna faccia della base sono riportati i nomi dei partigiani caduti: "Magnino Magni, Adelmo Santini, Ivan (Paolo) Baranovski Germano Bellucci".

### Architetture religiose
Agliana ha quattro chiese storicamente conosciute che sono, chiesa di San Piero, San Niccolò, San Michele Arcangelo e chiesa di Santa Maria a Spedalino Asnelli.
Della Chiesa di San Piero abbiamo testimonianza storica dal 1152, e dipendeva dalla Pieve di San Giovanni a Villiano, attualmente Montale, e sorgeva sull'attuale sagrato in pietra. Essa era a navata unica e aveva tre altari dedicati, alla Madonna della Neve e quella del Rosario (in precedenza erano 5), essi furono eretti tra il 1476 e il 1705. L'altare maggiore si ergeva al centro di una tribuna le cui pareti erano dipinte storie di san Pietro. Per l'altare della madonna della Neve, su cui era fondata l'omonima compagna, nel 1482 fu realizzata una pala con la Madonna e Santi, da Domenico e David del Ghirlandaio oggi perduta. Nel 1869 l'intero edificio fu demolito per la costruzione di una nuova chiesa voluta dal priore don Paolo Magni e su disegno dell'architetto Bernardo Bernardini, il nuovo edificio di impronta neoclassica su tre navate coperto in volta, era al momento della consacrazione nel 1872 il più grande nel contado di Pistoia. Al suo interno si conserva un monumentale organo opera di Cesare Tronci purtroppo gravemente modificato nel 1966. Presso la cappella Masi vi è conservata la tela con la Sacra Famiglia opera del pittore Antonio Puccinelli e datata 1872, sempre dello stesso pittore vi era la tela dell'altare Mangoni raffigurante la Madonna della Neve, purtroppo distrutta. Al altre Palandri vi è una tela del XVII secolo raffigurante la Madonna del Rosario. L'altare maggiore rinnovato nel 1953, vi si conserva un bel crocefisso ligneo del XVI secolo. Al lato del campanile è l'Oratorio della Compagnia del S.S. Sacramento, voluto sulla fine del 1500 dal rettore don Zanobi di Felice de Bini e rinnovato nel 1743 in forme tardo barocche dal priore Don Tommaso Nesti su disegno dell'architetto Carl'Antonio Arrighi. Il campanile fu restaurato nel 1793 dal priore don Bartolomeo Potenti, e nel 1959 profondamente modificato — rialzandolo di un piano — dagli architetti Santi e Savioli di Firenze. Nella cella campanaria si conservano tre campane ottocentesche. La parrocchia fu elevata il 30 aprile del 1727 al rango di Prioria e il 3 aprile del 1937 al titolo di Propositura. Dal suo vasto territorio parrocchiale sono state scorporate nel 1961 la parrocchia di Spedalino, e nel 1986 e quella di San Giacomo alla Stazione.

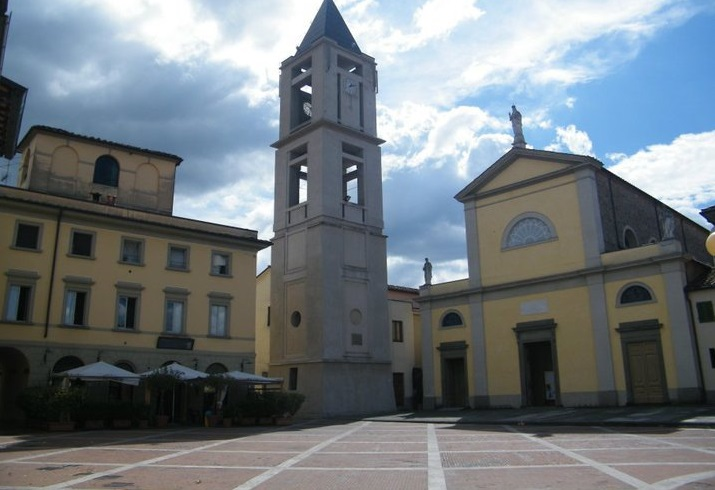
Foto di Piazza Gramsci, dove è presente la chiesa di San Piero e il Teatro Moderno.

La parrocchia di San Niccolò comprende la vecchia e la nuova chiesa. La vecchia chiesa nel medioevo servì come sala di riunione del vecchio comune di Agliana, e dipendeva dalla Pieve di Sant'Ippolito in Piazzanese, sorgeva sui ruderi del vecchio castello vescovile. Tra il 1695 e 1707 venne restaurata dal rettore Benedetto Montordi, ma prese l'aspetto attuale nel 1868 ad opera dell'architetto Ferdinando Gai. Il 30 aprile 1727 fu elevata a pieve da monsignor Colombino Bassi, che istituì il Piviere d'Agliana. La struttura interna è ad unica navata coperta in volta il presbiterio a pianta  quadrata con abside ed  soprelevato di alcuni gradini. Nell'aula vi sono due altari minori,  in controfacciata, su cantoria in legno, si trovava l'organo di Cesare Tronci risalente al 1868, attualmente nella nuova chiesa. Sul retro vi è l'Oratorio della Compagnia del Santissimo Sacramento, di fondazione cinquecentesca fu restaurato tra il 1741 e il 1743. Mentre addossato alla facciata vi era quello della Madonna della dell'Assunta, venne usato come battistero e fu demolito nel 1962. Nella torre campanaria dalla caratteristica merlatura si conserva un antico orologio meccanico risalente al XIX secolo. La nuova chiesa venne iniziata nel 1962 per ospitare più fedeli, visto il poco spazio nella vecchia. È costruita su una pianta poligonale con 16 lati e sul loggiato interno della navata è collocato l'antico organo. Il presbiterio è sovrastato da un bassorilievo in cemento bianco raffigurante cristo crocifisso ad opera dello scultore bolognese M. Marchesini, da questa chiesa fu rubata all'inizi del XX secolo la tavola opera di Bernardino del Signoraccio raffigurante l'Assunta con quattro angeli.

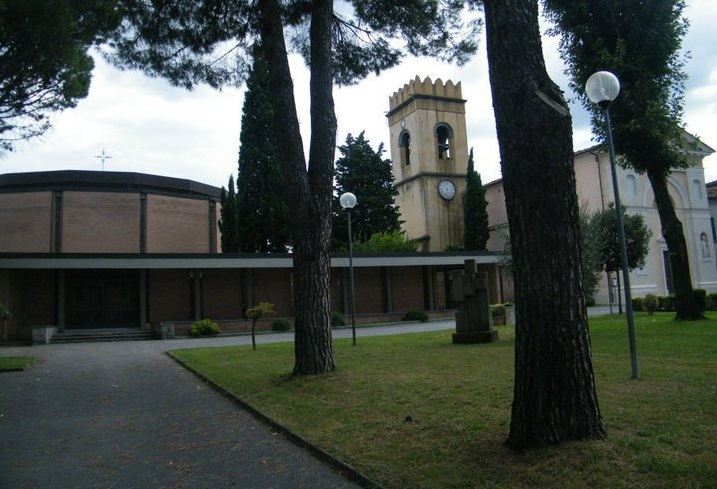
Foto di Piazza Aldo Moro, in San Niccolò Agliana

La chiesa di Chiesa di San Michele Arcangelo secondo i documenti risalirebbe intorno al XIII secolo ed era denominata San Michele in Vacchereccia e dipendeva dalla Pieve di Sant'Ippolito in Piazzanese, il nome derivava dall'antico nome della zona in cui sorgeva la chiesa. riedificata a più riprese, nel 1790-91 fu affidata al capomastro Giovan Battista Adriani il rifacimento. Il corpo della chiesa che minacciava rovina venne interamente rinnovato prendendo un aspetto neoclassico. All'interno furono ricollocati gli altari secenteschi in pietra, oggi rimossi, e dipinta la cupola con san Michele che abbatte il demonio, in controfacciata vi era un organo Tronci del XIX secolo che purtroppo è andato distrutto., all'altare maggiore vi è un bel crocefisso ligneo. L'interno risulta oggi spoglia a seguito di un aggiornamento liturgico assai discutibile. A fianco della chiesa sorge l'Oratorio della Compagnia della Santissima Annunziata risalente al 1660. Nel 1940 venne edificata una nuova facciata che doveva servire da base al nuovo campanile la mancanza di fondi ne impedì il completamento. Dal 1937 la parrocchia ha il titolo di prioria.
La Chiesa di Santa Maria a Spedalino Asnelli era annessa all'ospedale di Daccio fondato nel 1162 da Osnello converso dell'Abbazia di San Salvatore in Agna. La struttura dell'ospedale è ancora riconoscibile nonostante le molte trasformazioni della struttura. Caduta in disuso, la struttura ospedaliera venne assegnata agli Olivetani di San Benedetto di Pistoia, soppressi questi ultimi passo al seminario vescovile dal quale dipese fino al 1962. Questa chiesa era succursale di quella di San Piero. La chiesa ha nella struttura molte influenze del romanico pisano e nella facciata sono ancora visibili le tracce dell'originaria decorazione a losanghe, tipica proprio dell'arte pisana. L'interno è caratterizzato da un'unica navata a travature lignee che finisce con un altare ad edicola di forme settecentesche sopra il quale è una tela seicentesca rappresentante l'Assunzione di Maria tra Santi. La chiesetta venne pesantemente restaurata nel 1942 su iniziativa del rettore canonico Geremia Magni. Nel 1962 il vescovo di Pistoia elevò a parrocchia distaccandola da quella di San Piero e dandole il titolo di Prioria.

### Architetture civili
Nella zona della Ferruccia, accanto al torrente Ombrone Pistoiese, si trova il complesso della "Villa dei Baldi". A S. Piero Villa Palandri, villa Mongoni-Baldi. A S. Niccolò villa Nesti-Gatti. Il vecchio palazzo comunale opera di Roberto Giannini del 1923. Lo Stabilimento Fantacci così come il Maglificio Valda sono strutture dell'architettura anni '60. La Sede della Banca Toscana.

### Aree naturali
Il territorio di Agliana negli ultimi anni ha visto una notevole urbanizzazione con la costruzione di moltissimi centri abitativi. Rimane comunque il fatto che durante gli anni le varie amministrazioni hanno operato in modo che il verde pubblico fosse distribuito su tutto il territorio. Infatti basta percorrere una delle vie centrali tutta alberata, Viale Roma, per trovarsi nel grande Parco Sandro Pertini che è situato proprio nel centro della cittadina. Il parco è una ex cava e ha all'interno un grande lago con tantissime specie di animali tra volatili e pesci. Recandosi invece nella parte di Spedalino troviamo il Parco di Carabattole con un piccolo laghetto al centro. 

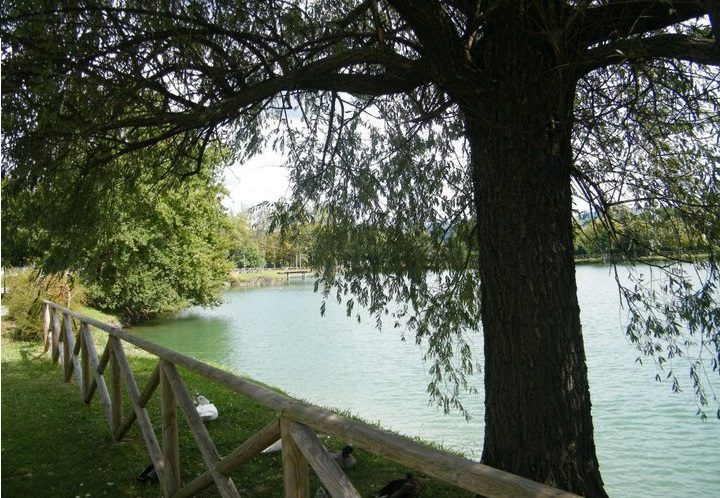
Foto del Parco Pertini di Agliana.

## Società

### Evoluzione demografica
Abitanti censiti

### Etnie e minoranze straniere
Al 1º gennaio 2023 la popolazione straniera è di 1832 persone, pari al 9,6% della popolazione.

## Cultura

### Istruzione

#### Biblioteche
Biblioteca Angela Marcesini. Il comune ha una biblioteca pubblica dal dicembre 1971, nata per iniziativa dell'allora assessore Renato Risaliti. La biblioteca ha cambiato diverse volte sede, infatti dalla prima sede di via della Libertà si trasferisce in via Trento e successivamente nel vecchio palazzo comunale di Piazza della Resistenza dove oggi sono gli uffici Urp. Nel marzo 1999 la biblioteca venne spostata nella sede di via Goldoni, nell'edificio adiacente all'Istituto Aldo Capitini, dove è rimasta fino ad agosto 2015. Al momento si trova presso i locali "saletta Conti" in via Curiel accanto all'Usl dove ha riaperto ad ottobre 2015. Venne gestita fino all'inizio degli anni '90 da Angela Marcesini alla quale, a seguito della tragica scomparsa, venne intitolata. Fino al 2004 la struttura ha avuto un Comitato di gestione a sovrintenderne le attività.

#### Scuole
- Istituto Tecnico Commerciale Aldo Capitini

### Teatri
Il Polispazio Hellana è stato il teatro - laboratorio di Agliana dal 1999 a giugno 2010, mese della sua chiusura. Per anni infatti ha ospitato i laboratori del "Ciaf" (Centro Infanzia Adolescenza Famiglie) che ha organizzato diversi spettacoli e lavori per i ragazzi. La struttura venne chiusa a causa della riapertura del Teatro Cinema Moderno in Piazza Gramsci a S. Piero.

### Cucina
Il più importante piatto di Agliana, precisamente di San Niccolò, sono i "Migliacci Toscani Dolci" e non salati come comunemente conosciuti. Infatti la ricetta prevede di inserire nella preparazione con il sangue di maiale uvetta, pinoli, arancia e altri ingredienti. Vengono serviti come dessert, aggiungendo sopra dello zucchero.
Un altro piatto conosciuto è il Polpettone Aglianese che viene servito con intingolo di sedani.
Importantissimo è il cioccolato della cioccolateria Catinari che da anni esporta la sua cioccolata in tutto il mondo grazie all'alta qualità dei prodotti.

### Feste ed eventi
Durante l'anno sono molti i festeggiamenti sul territorio. Il 29 giugno si festeggiano i patroni, San Pietro e San Paolo, e durante il mese viene organizzato il Giugno Aglianese, un'importante kermesse con spettacoli, musica e degustazioni; diverse sono poi le sagre a fine mese, come quella del papero e quella del pesce.
Ogni anno tra marzo e aprile si svolge Hellana Games, considerata tra le più importanti rassegne in Italia dedicate al mondo del wargame e del gioco da tavolo.
Ogni anno a settembre si svolge il Palio dei Ciuchi a Spedalino, nell'ambito della festa patronale di Santa Maria Assunta, con la sfida tra i cinque rioni (Tre Campane, il Confine, Ponte di Ferro, i Tigli e le Querci) che si contendono il palio correndo su un ciuco. Nel 2014, grazie ad un ricorso dell'Avv. Marco Benesperi la manifestazione è stata riconosciuta come rievocazione storica dalla regione Toscana. Sempre a settembre viene festeggiata la Madonna della Cintola, con la processione per le vie della cittadina; nelle vie in cui passa la processione i cittadini appendono dei drappi rossi alla finestra, delle luci e delle candele, creando un clima di festeggiamento e di preghiera.

#### Il Torneo dei Rioni
A partire dal 2012, dopo più di vent'anni di assenza, è stato reintrodotto su iniziativa del Comune di Agliana il torneo dei rioni, una competizione calcistica che vede affrontarsi i sei rioni in cui viene divisa la città: Mercato (colori sociali: bianco e verde), Niccolao (giallo e rosso), Vacchereccia (rosso e bianco), Ferruccia (arancio), Ponte ai Tigli (giallo e blu), Spedalino (rosso e blu). Tutte le partite si svolgono allo stadio comunale Germano Bellucci.
I precedenti rioni erano: Niccolao, Vacchereccia, Mercato, Harlem, Polesine, I tigli, Due botteghe, Ponte alla trave e Spedalino; il rione Ponte alla Trave si è fuso con il rione Tigli, formando il Ponte ai Tigli, il Polesine e Due botteghe sono entrati a fare parte del rione Niccolao mentre Harlem è confluito nel rione Mercato.
Dal 2025, con il ritorno del torneo dei rioni nascono il rione Catena (azzurro e bianco), staccandosi dal rione Niccolao, ed il rione San Piero, staccandosi dal rione Mercato; inoltre il rione Ferruccia viene inglobato dal rione Vacchereccia.
Albo d'oro:
- 2012: Niccolao
- 2013: Mercato
- 2014: Vacchereccia
- 2015: Mercato
- 2016: Mercato
- 2017: Mercato
- 2018: Niccolao
- 2019: Mercato
- 2025: Da definire

## Infrastrutture e trasporti
Agliana è raggiungibile sia in auto, in treno e in autobus. Il casello autostradale più vicino è quello dell'Autostrada A11 denominato Prato Ovest. In treno da Firenze sono disponibili vari treni ad ogni ora, così come da Pistoia e da Lucca. La stazione che serve il comune è la Stazione di Montale-Agliana. Se ci si muove in autobus si possono prendere le linee Atbus (operate da Autolinee Toscane)

## Amministrazione

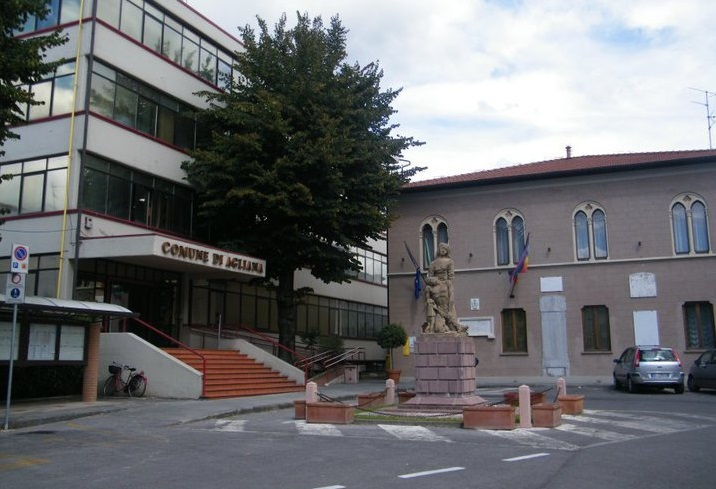
Nuovo palazzo del comune edificato accanto alla vecchia sede comunale in piazza della resistenza.

| Periodo | Periodo   | Primo cittadino    | Partito         | Carica  | Note             |
| ------- | --------- | ------------------ | --------------- | ------- | ---------------- |
| 1944    | 1946      | Anelito Pastacaldi | PCI             | Sindaco | Nominato dal CLN |
| 1946    | 1947      | Anelito Pastacaldi | PCI             | Sindaco |                  |
| 1947    | 1951      | Terzo Coppini      | PCI             | Sindaco |                  |
| 1951    | 1956      | Terzo Coppini      | PCI             | Sindaco |                  |
| 1956    | 1960      | Dante Giuntoli     | PCI             | Sindaco |                  |
| 1960    | 1964      | Dante Giuntoli     | PCI             | Sindaco |                  |
| 1964    | 1970      | Dante Giuntoli     | PCI             | Sindaco |                  |
| 1970    | 1975      | Dante Giuntoli     | PCI             | Sindaco |                  |
| 1975    | 1980      | Renato Risaliti    | PCI             | Sindaco |                  |
| 1980    | 1985      | Marco Giunti       | PCI             | Sindaco |                  |
| 1985    | 1990      | Marco Giunti       | PCI             | Sindaco |                  |
| 1990    | 1995      | Marco Giunti       | PCI/PDS         | Sindaco |                  |
| 1995    | 1999      | Marco Giunti       | Progressisti    | Sindaco |                  |
| 1999    | 2004      | Paolo Magnanensi   | Centro-sinistra | Sindaco |                  |
| 2004    | 2009      | Paolo Magnanensi   | PD              | Sindaco |                  |
| 2009    | 2014      | Eleanna Ciampolini | Centrosinistra  | Sindaco |                  |
| 2014    | 2019      | Giacomo Mangoni    | PD              | Sindaco |                  |
| 2019    | in carica | Luca Benesperi     | Centro-destra   | Sindaco |                  |

### Gemellaggi
- Mallemort[senza fonte]
- Tifariti[senza fonte]
- Beit Sahour[senza fonte]

## Sport
Hanno sede nel comune la società di calcio A.M Aglianese, fondata nel 1923 e militante in Prima Categoria Toscana, l'S.S.D.A.R.L. Amici Miei, militante in Prima Categoria e il San Niccoló Calcio, attualmente partecipante alla Seconda Categoria.
In ambito dilettantistico, la società di calcio a 5 Birrareal si è laureata campione d’Italia nelle finali nazionali ASI 2023. 
La società, prima di calcio a 5 poi di calcio a 7, Hellana 2021 milita nel campionato amatoriale di calcio a 7 organizzato da MSP Pistoia.
La squadra di calcio femminile Aircargo Agliana Calcio Femminile, fondata nel 1984 e che vinse lo scudetto nel 1994-95, ha cessato la sua attività nel 2007.
Nel 2015 il Comune di Agliana, su idea di Francesco Mazzetti e di Marco Benesperi, ha conferito la cittadinanza onoraria a Massimiliano Allegri già allenatore dell'Associazione Calcistica Aglianese.

### Impianti sportivi
Gli impianti sportivi di Agliana consistono in un complesso in cui spiccano lo Stadio Comunale “Germano Bellucci” e il sussidiario “Barontini”, oltre ad un palazzetto dello sport nella stessa zona.